# العلاقات الإكوادورية الأمريكية
}}
العلاقات الإكوادورية الأمريكية هي العلاقات الثنائية التي تجمع بين الإكوادور والولايات المتحدة.

## مقارنة بين البلدين
هذه مقارنة عامة ومرجعية للدولتين:
| وجه المقارنة                                              | الإكوادور                      | الولايات المتحدة                                                                                                  |
| --------------------------------------------------------- | ------------------------------ | --- |
| المساحة (كم2)                                             | 283.56 ألف                     | 9.83 مليون |
| عدد السكان (نسمة)                                         | 16.62 مليون                    | 311.58 مليون |
| الكثافة السكانية (ن./كم²)                                 | 58.61                          | 31.7 |
| العاصمة                                                   | كيتو                           | واشنطن العاصمة |
| اللغة الرسمية                                             | اللغة الإسبانية، كيشوا ‏، شوار ‏ | لغة إنجليزية |
| العملة                                                    | دولار أمريكي، سوكري إكوادوري   | دولار أمريكي |
| الناتج المحلي الإجمالي (بليون دولار)                      | 103.06 مليار                   | 19.39 تريليون |
| الناتج المحلي الإجمالي (تعادل القوة الشرائية) بليون دولار | 185.24 مليار                   | 18.04 تريليون |
| الناتج المحلي الإجمالي الاسمي للفرد دولار أمريكي          | 6.21 ألف                       | 56.12 ألف |
| الناتج المحلي الإجمالي للفرد دولار أمريكي                 | 11.37 ألف                      | 54.63 ألف |
| مؤشر التنمية البشرية                                      | 0.746                          | 0.920 |
| رمز المكالمات الدولي                                      | +593                           | +1 |
| رمز الإنترنت                                              | .ec                            | .us، حكومة، .mil، Edu.                                                                                            |
| المنطقة الزمنية                                           | 00                             | توقيت ساموا الأمريكية، توقيت أطلنطي موحد، منطقة زمنية وسطى، توقيت ألاسكا ‏، المنطقة الزمنية الجبلية، توقيت تشامرو ‏ |

## مدن متوأمة
في ما يلي قائمة باتفاقيات التوأمة بين مدن إكوادورية وأمريكية:
- ترتبط بويرتو بكويريزو مورينو مع تشابل هيل باتفاقية توأمة.
- ترتبط كيتو مع كورال غيبلز باتفاقية توأمة.
- ترتبط مانتا، الإكوادور مع لونغ بيتش باتفاقية توأمة.
- ترتبط باباويو مع ليكلاند باتفاقية توأمة.
- ترتبط غواياكيل مع هيوستن باتفاقية توأمة منذ 2001.

## منظمات دولية مشتركة
يشترك البلدان في عضوية مجموعة من المنظمات الدولية، منها:
| علم المنظمة | اسم المنظمة                        | تاريخ انضمام الإكوادور | تاريخ انضمام الولايات المتحدة |
| ----------- | ---------------------------------- | ---------------------- | ----------------------------- |
|             | وكالة ضمان الاستثمار متعدد الأطراف | 12 أبريل 1988          | 12 أبريل 1988                 |
|             | الاتحاد الدولي للاتصالات           | 17 أبريل 1920          | 1 يوليو 1908                  |
|             | يونسكو                             | 22 يناير 1947          | 4 نوفمبر 1946                 |
|             | الأمم المتحدة                      | 21 ديسمبر 1945         | 24 أكتوبر 1945                |
|             | البنك الدولي للإنشاء والتعمير      | 28 ديسمبر 1945         | 27 ديسمبر 1945                |
|             | مؤسسة التمويل الدولية              | 20 يوليو 1956          | 20 يوليو 1956                 |
|             | منظمة الشرطة الجنائية الدولية      | ?                      | ?                             |
|             | مؤسسة التنمية الدولية              | 7 نوفمبر 1961          | 24 سبتمبر 1960                |
|             | الاتحاد البريدي العالمي            | ?                      | ?                             |
|             | منظمة حظر الأسلحة الكيميائية       | ?                      | ?                             |
|             | المنظمة الهيدروغرافية الدولية      | ?                      | ?                             |
|             | الفريق المعني برصد الأرض           | ?                      | ?                             |
|             | منظمة التجارة العالمية             | ?                      | ?                             |

## أعلام
هذه قائمة لبعض الشخصيات التي تربطها علاقات بالبلدين:
- أدريان بايلون (24 أكتوبر 1983 – )
- ألبرت بولسن (13 ديسمبر 1925[26] – 25 أبريل 2004[26])
- أنطونيو فلوريس خيخون (رئيس الإكوادور، 23 أكتوبر 1833[27] – 30 أغسطس 1915[27])
- ايمانويل كزافييه (3 مايو 1971 – )
- إيرينا فالكوني (لاعبة كرة مضرب أمريكية، 4 مايو 1990 – )
- تا تيكسادا (ممثلة أمريكية، 14 ديسمبر 1971 – )
- جالو بلازا (سياسي أمريكي، 17 فبراير 1906 – 22 يناير 1987)
- جون بولسون (14 ديسمبر 1955[28] – )
- غوستافو فيغيروا (لاعب كرة قدم إكوادوري، 30 أغسطس 1978 – )
- فاطمة بتاسيك (ممثلة أمريكية، 20 أغسطس 2000 – )
- كارلا أسبرتسا (10 أكتوبر 1987 – )
- كريستينا أغيليرا (مغنية أمريكية، 18 ديسمبر 1980[29][30] – )
- ماريا أولمبيا أميرة اليونان والدنمارك (25 يوليو 1996 – )
- مايكل ستيجر (27 مايو 1980 – )
- نادية ميهيا (22 نوفمبر 1995 – )

## وصلات خارجية
- موقع وزارة الخارجية الإكوادورية
- موقع وزارة الخارجية الأمريكية